# 伏滔
伏滔（？—？），字玄度，平昌安丘人，晉朝官員。

## 生平
大司馬桓溫任命其為參軍，伏滔曾跟隨桓溫討伐袁真。袁真勢力平定後，伏滔以功封聞喜縣侯，任永世令。桓溫去世後，征西將軍桓豁任命其為參軍，兼任華容令。太元年間，任著作郎，領本州大中正，又升任遊擊將軍並兼任著作，最終在任內去世。伏滔著有《正淮》兩篇，與袁豹、谢灵运等合著《晋元氏宴会游集》四卷。後人輯錄其著作，命名為《伏滔集》，共五卷。

## 家族
- 子：伏系[3]
- 孫：伏胤之
- 曾孫：伏曼容
- 玄孫：伏暅
- 六世孫：伏挺

## 延伸阅读
[在维基数据编辑]
 《晉書/卷092》，出自房玄齡《晉書》